# Wizardry: Proving Grounds of the Mad Overlord
Wizardry: Proving Grounds of the Mad Overlord è un videogioco di ruolo pubblicato nel 1981 per Apple II e convertito successivamente per molte altre piattaforme. È il primo titolo della serie Wizardry, seguito da molti altri, tra cui i successivi Wizardry II: The Knight of Diamonds e Wizardry III: Legacy of Llylgamyn che praticamente sono dei nuovi scenari, senza importanti differenze di gameplay con il primo Wizardry.
Il videogioco è ispirato, non ufficialmente, al gioco di ruolo da tavolo Dungeons & Dragons e venne realizzato in Pascal da Andrew Greenberg e Robert Woodhead.

## Trama
Trebor, signore di un castello medievale, è stato derubato di un potente amuleto dal mago Werdna (Trebor e Werdna sono i nomi dei due autori originali del gioco scritti al contrario). Grazie al potere dell'amuleto, Werdna si è insediato in fondo a una enorme fortezza sotterranea di 10 piani detta Maze ("Labirinto"), proprio sotto il castello, popolata da mostri. Trebor, sconvolto, cerca degli eroi che affrontino la prova del labirinto per recuperare l'amuleto (come da titolo, traducibile "Stregoneria: Campo di prova del signore pazzo"). Un gruppo di sei avventurieri, facendo campo base al castello, si addentra sempre più in profondità, con l'obiettivo finale di uccidere Werdna e ritornare al castello con l'amuleto.

## Modalità di gioco
I sei personaggi controllati dal giocatore hanno caratteristiche molto simili a quelli di Dungeons & Dragons. Per ciascuno si può scegliere tra 5 razze (umano, elfo, nano, gnomo, hobbit), 8 classi (guerriero, ladro, sacerdote e mago; più avanti diventano disponibili le classi d'élite vescovo, samurai, signore e ninja) e 3 allineamenti (buono, neutrale, malvagio). Ciascun personaggio ha inoltre 6 caratteristiche con valori numerici, in parte casuali e in parte aggiustabili dal giocatore: forza, intelligenza, fede, vitalità, agilità, fortuna.
Il gioco inizia nel castello, che comprende diversi luoghi che svolgono specifiche funzioni attraverso menù testuali: la taverna per l'assemblaggio della squadra, la bottega per l'equipaggiamento, la locanda per il recupero dei punti ferita, il tempio per la resurrezione dei personaggi, la periferia da cui si accede al campo di allenamento per generare i personaggi o al labirinto per iniziare l'avventura vera e propria.
Il Labirinto è un grande ambiente di corridoi da esplorare, dove ogni piano è composto da una griglia di circa 20x20 locazioni. Il gruppo di avventurieri si muove tutto insieme, ruotando nelle quattro direzioni cardinali, avanzando da una locazione all'altra e aprendo eventuali porte. Non c'è alcun tipo di mappa in gioco ed è praticamente necessario disegnarsene una a mano per orientarsi; la confezione originale di Wizardry include anche appositi fogli quadrettati su cui il giocatore può tracciare le mappe.
La posizione attuale viene mostrata con visuale in prima persona statica e descritta con brevi messaggi (oltre all'originale in inglese esistono alcune versioni ufficiali in giapponese e francese). Nell'originale Apple II la visuale è in una piccola finestra, poi ingrandita nelle conversioni; la grafica è semplice e disegnata in wireframe nelle versioni più fedeli all'originale. Altre finestre di testo descrivono lo stato dei personaggi e permettono l'inserimento dei comandi. Nelle versioni più fedeli all'originale, per lanciare un incantesimo occorre scriverne il nome, che è in una lingua incomprensibile.
In caso di combattimento la visuale del luogo viene sostituita con l'immagine a colori del nemico. La battaglia è a turni e ciascun personaggio può scegliere se attaccare (solo se è nelle prime tre posizioni del gruppo, nell'ordine precedentemente stabilito dal giocatore), parare, usare oggetti o magie, oppure l'intero gruppo può tentare di fuggire. I risultati delle azioni in ciascun turno sono calcolati dal computer.
Procedendo nell'avventura si accumulano punti esperienza, tesori e oggetti utili, ed è possibile tornare al castello per potenziare i personaggi aumentandone il livello e vendendo e acquistando materiale. Per scendere a piani sempre più profondi del labirinto è generalmente necessario trovare il passaggio, ma anche potenziare prima la squadra, perché la difficoltà aumenta.
I personaggi creati e potenziati vengono salvati su disco. C'è anche la possibilità di riutilizzarli nei successivi Wizardry II: The Knight of Diamonds e Wizardry III: Legacy of Llylgamyn, anzi è necessario (tranne che nella versione NES) per poter giocare ai due seguiti. Essi infatti non permettono di creare nuovi personaggi, e ciò rende praticamente necessario il possesso del primo Wizardry per utilizzarli. In Wizardry II, che ha missioni più difficili, i personaggi restano proprio gli stessi e devono infatti iniziare a livelli già alti, mentre in Wizardry III vengono sostituiti dai propri discendenti e pur mantenendo parte delle caratteristiche vengono riportati al primo livello.

## Conversioni
Dopo l'originale per Apple II uscirono versioni per Commodore 64 e Commodore 128 (è uno dei pochi giochi commerciali eseguibili nativamente sul Commodore 128, ma differisce dalla versione per 64 solo per la minore necessità di accesso al disco), FM-7, Game Boy Color, Mac OS, MSX, NES, PC-88, PC-98, PC booter, Sharp X1 e WonderSwan Color. Apparve anche per TurboGrafx-16 con espansione CD-ROM, ma solo come Wizardry I・II (1993), sotto forma di programma unico insieme a Wizardry II, e allo stesso modo per Super Nintendo (1999) solo come Wizardry I-II-III: Story of Llylgamy, programma unico con Wizardry II e III. 

## Remake
Nel 2023 viene pubblicato tramite l'accesso anticipato di Steam e GoG un completo remake di Wizardry per PC, della Digital Eclipse, con una nuova grafica 3D e nuovi artwork. La versione completa del gioco è uscita il 23 maggio 2024.